# Йосафат (Булгак)
Митрополи́т Йосафа́т Булга́к (біл. Ігнацій Іасафат Булгак, світське Ігна́тій Булга́к гербу Сирокомля, пол. Jozafat Ignacy Bułhak herbu Syrokomla, лат. Josaphat Bulhak; 20 квітня 1758., Берестейське воєводство Великого Князівства Литовського провінції Речі Посполитої території сучасної Білорусі — 25 лютого (3 березня) 1838,Санкт-Петербург) — білоруський церковний діяч, ієрарх унійної церкви в Російській імперії, чернець ЧСВВ, предстоятель греко-католицької церкви, доктор теології та доктор канонічного права, останній греко-католицький київський митрополит перед ліквідацією унійної ієрархії в 1838 р. владою Російської імперії на Наддніпрянщині.

## Життєпис
Народився в шляхетній католицькій родині герба Сирокомля на теренах Берестейського воєводства Великого князівства Литовського. Після захоплення останнього Російською імперією його білоруська родина була записана як «польські» поміщики Слонімського повіту Гродненської губернії Російської імперії.
У 1763—1774 рр. навчався у василіянській школі Свято-Успенського Жировицького монастиря Слонімського повіту Великого князівства Литовського.
У 1774 р. Ігнатій Булгак вступив у чернечий орден василіян (ЧСВВ) та отримав ім'я Йосафат. Викладав у монастирських школах в районі Беразвеччя (зараз м. Глибоке) і у Жировичах.
У 1782—1785 рр. здобув освіту в римській Папській Урбаніанській колегії Пропаганди Віри, де став доктором теологічних наук та доктором канонічного права.
27 березня 1785 р. отримав пресвітерські свячення. Хіротонію на єпископство отримав з рук Теодосія Ростоцького, Симеона Млоцького та Стефана Левинського.
Від 1786 р. — єпископ пінський. 24 квітня 1787 р. був офіційно номінований на єпископа, турово-пінський вікарний єпископ.
З 1789 р. — коад'ютор Пінської єпархії (пінсько-туровська дієцезія).
У 1790—1799 рр. — єпископ туровський (пінсько-туровська дієцезія).
У 1795 р. насильно усунутий Катериною II від церковного керівництва; вікаріатства російською владою були закриті з відправленням керівництва вікаріату на пенсію.
У 1797 р. письмово звертався до папського нунція в Росії кардинала Лоренцо Літа про факти релігійної дискримінації Російській імперії над греко-католиками Київської та Пінської єпархій.
Від 12 жовтня 1798 р. до 1828 р. — єпископ берестейської дієцезії (з резиденцією в м. Новогрудок, а з 1810 р. — у Жировичах) (Володимиро-Берестейського єпископства).
У 1804 р. — призначений членом Римо-католицької колегії в Петербурзі.
У 1814 р. — став адміністратором дієцезії Вільно.
Від 1817 року — митрополит Київський, Галицький і всієї Русі (унійний «Київський митрополит» без права офіційного титулування повністю на теренах Російської імперії, до 1838 р.); від 27 січня 1817 р. — адміністратор Києво-Галицької архидієцезії; затверджений Святим Престолом як «Апостольський делегат». Номінований російською владою без згоди Святого Престолу на «уніатського митрополита для Російської імперії».
З 1818 р. — голова другого департаменту Римо-католицької духовної колегії, голова перетвореної цієї колегії з 1828 р. в окрему «особливу греко-уніатську колегію» (до 1838 р.). І з 1818 р. — єпископ дієцезії Вільно, від 22 серпня 1818 р. — архієпископ Києво-Галицької архидієцезії. У 1818 р. — призначений віце-президентом Російського Біблійного товариства й був причетний до популяризації перекладу Святого Письма на польську мову для римо-католиків.
З середини 1822 р. відбулося посилення тенденцій внутрішньої політики російських націоналістів з подальшою державною реформою щодо керування уніатською церквою 1828 р., що призвело до зменшення ролі уніатської єпархії та особисто Йосафата Булгака. Його оточили відступниками, котрих об'єднувала інтрига прихильності «зближення» і поступового «об'єднання» греко-католиків з Російською православною церквою Московського патріархату.
У 1828 р. — єпископ дієцезії в Жировичах. У 1828—1933 рр. — єпископ Литви (Литовсько-Вільнюська єпархія).
Змушуваний був російською владою виступити публічно проти польського повстання 1830—1831 років, що прогнозовано підірвало його авторитет і вплив на католиків. Це його пастирське послання 16 грудня 1830 р. було розповсюджене у кількості 2000 копій.
Від 14 квітня 1833 р. до 1838 р. — архієпископ полоцький (архідієцезія Полоцька).
6 грудня 1833 р. був нагороджений орденом святого Андрія Первозваного.
Після відновлення російським імператором Павлом I Берестейської «греко-уніатської єпархії», здійснював протекцію на користь василіян, користувався великим впливом завдяки підтримці князя Олександра Голіцина, повертав греко-католицькі парафії колись відібрані Російською православною церквою Московського патріархату.
Після смерті в місті Санкт-Петербурзі був похований на православному цвинтарі «Сергієвої пустині», біля Петергофу. За свого життя він протистояв тиску влади Російської імперії у справі ліквідації Берестейської унії: був проти знищення Білоруської греко-католицької церкви та Української греко-католицької церкви. Підозріло саме перед Полоцьким собором одночасно він помер разом з пінським вікарним єпископом Йосафатом Жарським, котрий також був противником насильного приєднання греко-католиків до російського православ'я. Його смерть зняла останню перешкоду для російської дискримінації релігії на теренах Білорусі та України. Одразу ж відбувся Полоцький собор, інспірований інтриганами (див. Уніатська церква в Російській імперії).